# Тахирова, Хамро
Хамро Тахирова — советский хозяйственный, государственный и политический деятель, Герой Социалистического Труда.

## Биография
Родилась в 1924 году в Ходженте. Член КПСС с года.
С 1942 года — на хозяйственной, общественной и политической работе. В 1942—1979 гг. — ткачиха на текстильной фабрике «Красный ткач» города Ленинабада, ткачиха Ленинабадского шёлкового комбината Среднеазиатского совнархоза в Таджикской ССР.
Указом Президиума Верховного Совета СССР от 3 апреля 1965 года присвоено звание Героя Социалистического Труда с вручением ордена Ленина и золотой медали «Серп и Молот».
Делегат XXIII и XXIV съездов КПСС.
Почётный гражданин города Ленинабада (1974).
Умерла в Худжанде в 2021 году.